# Katorga

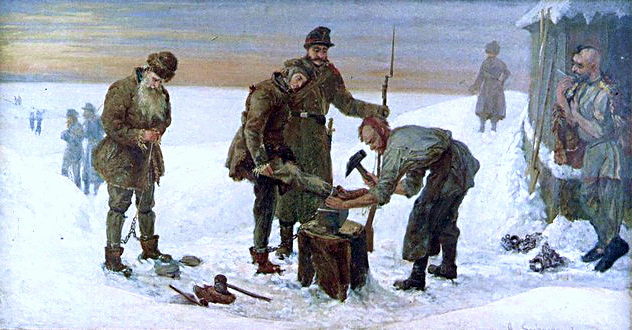
Dipinto di Alexander Sochaczewski raffigurante il lavoro forzato nei campi Katorga siberiani.

Katorga (in russo ка́торга?; AFI: [ˈkatərɡə]; dal greco bizantino: κάτεργον, katergon, "galera") era un sistema di campi di lavoro penale dell'Impero russo. I prigionieri erano inviati nelle remote colonie penali in vaste e disabitate aree della Siberia e dell'estremo oriente russo, dove cioè il numero di lavoratori e volontari era insufficiente. I prigionieri svolgevano i lavori forzati in condizioni estremamente difficili.

## Storia

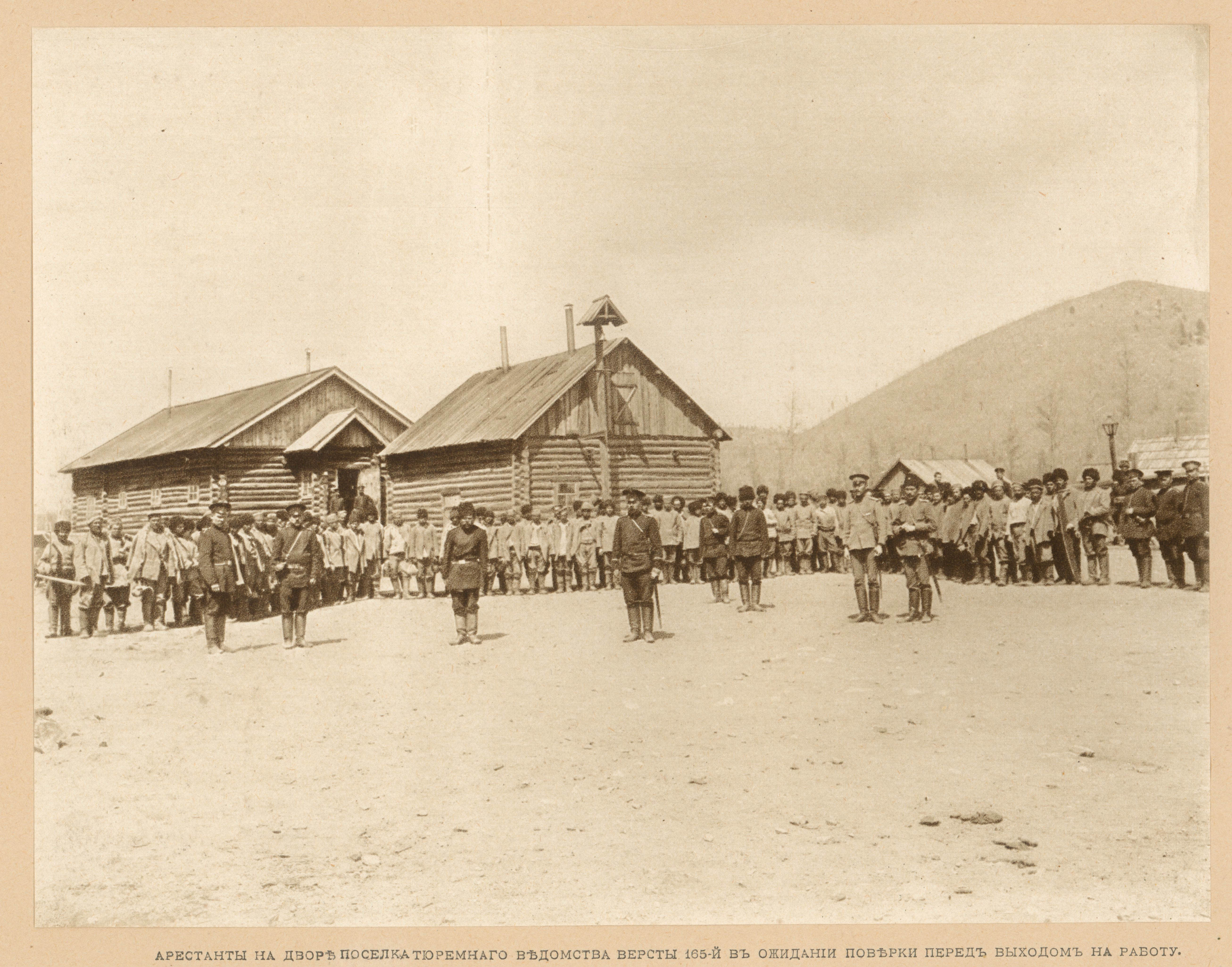
Prigionieri nel campo di Amur Cart Road, tra il 1908 ed il 1913.

Il Katorga, una categoria di punizione all'interno del sistema giudiziario dell'Impero russo, aveva molte delle caratteristiche del lavoro in un campo di reclusione: il confinamento, strutture semplificate (al contrario delle carceri) e lavoro forzato.
I campi del Katorga furono istituiti nel XVII secolo nelle aree sottopopolate della Siberia e dell'estremo oriente russo, regioni che avevano poche città o risorse alimentari. Nonostante le condizioni d'isolamento geografico, alcuni prigionieri riuscirono a fuggire in regioni popolate. Da allora la Siberia ha ottenuto la sua connotazione di spaventoso luogo di punizioni, che fu ancora più conosciuto, in seguito, con il sistema sovietico dei GULAG.
Dopo il cambiamento delle leggi penali russe nel 1847, l'esilio ed il Katorga diventarono castighi comuni per coloro che prendevano parte ad insurrezioni contro l'Impero. Ciò fece incrementare il numero di polacchi inviati in questi campi. Queste persone divennero note in Polonia come Sybiraks ("I siberiani"). Alcuni di loro rimasero lì, formando una minoranza polacca in Siberia. Le più comuni occupazioni nei campi Katorga erano l'estrazione mineraria e la lavorazione del legname. Un esempio notevole fu la costruzione dell'Amur Cart Road (Амурская колесная дорога), che venne a lungo elogiata come un successo nell'organizzazione del lavoro penale.
Nel 1891 Anton Čechov, scrittore e drammaturgo russo, visitò i territori katorga nell'isola di Sakhalin e descrisse le miserevoli condizioni di vita nel suo libro Isola di Sakhalin. Criticò la miopia e l'incompetenza dei funzionari incaricati, lo spreco di fondi governativi e la diminuzione della produttività. Aleksandr Solženicyn, nel suo libro riguardante i campi di lavoro sovietici, Arcipelago Gulag, citò Čekhov estensivamente per illustrare il disumano deterioramento delle condizioni di vita per gli internati ed il vertiginoso aumento del numero di persone inviate durante lo stalinismo in confronto al sistema Katorga dei tempi di Čekhov.
Pëtr Kropotkin, quale aiutante di campo al governatorato della Transbajkalia negli anni 1860, venne nominato per ispezionare lo stato del sistema carcerario nella zona; descrisse ciò che vide nel suo libro Nelle prigioni russe e francesi (1887).

## Maggiori Katorga
- Nerchinsk katorga (Нерчинская каторга)
- Akatuy katorga (Акатуйская каторга)
- Algacha katorga (Алгачинская каторга)
- Kara katorga (Карийская каторга)
- Maltsev katorga (Мальцевская каторга)
- Zerentuy katorga (Зерентуйская каторга)
- Sakhalin katorga (Сахалинская каторга)

## Detenuti famosi dei Katorga

### Russi
- Aleksandr Nikolaevič Radiščev, autore e critico sociale, arrestato ed esiliato sotto il regime di Caterina II di Russia.
- Fëdor Dostoevskij, scrittore, dal 1849 fino al 1854, arrestato per attività rivoluzionarie nei confronti dello zar Nicola I.
- Felix Dzeržinski, fondatore della Čeka, imprigionato (e fuggito) due volte, nel 1897 e nel 1900, per attività rivoluzionarie.
- David Rjazanov (dal 1891 al 1895), un narodnik al tempo e più tardi fondatore dell'Istituto Marx-Engels.
- Vera Figner, rivoluzionaria e nota attivista.
- Decabristi: il verdetto iniziale fu 16 persone a tempo indeterminato nei katorga, 5 persone per 10 anni, 15 persone per 6 anni. Dopo il processo, lo zar Nicola I ridusse le sentenze e in seguito le amnistie ridussero ulteriormente i termini.
- Iosif Stalin, fuggito due volte, nel 1902 e nel 1908, prima di essere finalmente confinato in un katorga[citazione necessaria] sullo Enisej nel 1913–1917, rilasciato durante la Rivoluzione di febbraio.
- Fanny Kaplan, rivoluzionaria russa che attentò alla vita di Lenin.
- Vladimir Suchomlinov, ex ministro russo della guerra, condannato per abuso di potere.
- Marija Aleksandrovna Spiridonova, leader dei socialrivoluzionari di sinistra durante la rivoluzione russa, colpevole dell'omicidio terroristico di un funzionario zarista.

### Polacchi

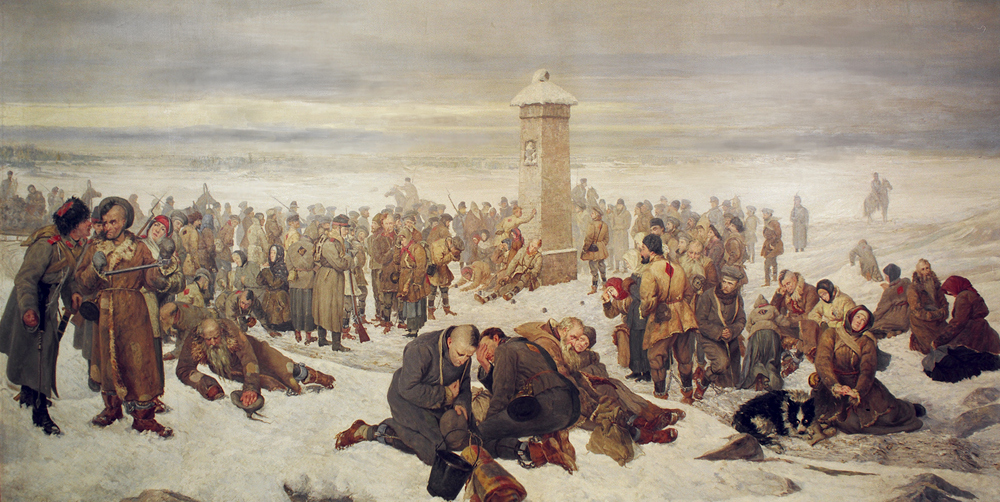
Addio all'Europa, di Aleksander Sochaczewski.

- Aleksander Czekanowski
- Jan Čerskij
- Benedykt Dybowski
- Bronisław Piłsudski
- Józef Piłsudski, 1887–92
- Piotr Wysocki
- Barbara Skarga, 1944–54

### Ucraini
- Taras Ševčenko, poeta ed artista, dal 1847 al 1857, per attività rivoluzionarie contro lo zar Nicola I di Russia.

## Unione Sovietica
Dopo la Rivoluzione russa del 1917 il sistema penale russo andò in gestione ai Bolscevichi, che rinominarono i Katorga in "campi di lavoro GULAG".
Nel 1943 il "lavoro katorga" (каторжные работы) fu reintrodotto in qualità di speciale tipo di punizione. Fu inizialmente inteso per i collaboratori nazisti, ma altre categorie di prigionieri politici furono altrettanto condannati al "lavoro katorga". I prigionieri condannati al lavoro katorga erano inviati nei più terribili e mortali campi di prigionia del regime e la quasi totalità di loro morì.

## Collegamenti
- Gulag
- Zarismo
- Colonia penale